# کوماندی‌ها

محل زندگی مردم کوماندی‌ها بر اساس نقشه

کوماندی‌ها یا قوماندی‌ها مردمی بومی هستند در آسیای مرکزی. آن‌ها عمدتاً در جمهوری آلتای فدراسیون روسیه سکونت دارند.
براساس سرشماری سال ۱۹۲۶، ۶٬۳۳۵ کوماندین در قلمرو روسیه زندگی می‌کردند. در سرشماری سال ۲۰۱۰، این تعداد فقط ۲۸۹۲ نفر بود، اما احتمالاً سرشماری سال ۱۹۲۶ شامل برخی افراد مرتبط بود. برخی از کوماندین‌ها که در سواحل رودخانه بییا زندگی می‌کردند، از رودخانه کوو در پایین دست، تقریباً به شهر بایسک و در امتداد مسیر پایین رودخانه رودخانه کاتون، تا سال ۱۹۶۹ با جمعیت قومی روسیه درگیر شدند.

## تاریخ
املیان پریتساک ادعا کرد که زبان کومانی به اسم کوماندینها به معنی اسامی است که به مردم ترک، کومایی ها - قبچاق‌ها داده شده.
با این حال، seoks ادعا کرد که کوماندین‌ها دارای اسطوره‌های مختلف هستند. L. Potapov پیشنهاد کرد که آنها در ابتدا فدراسیونی از خلق‌ها با پیشینه‌های مختلف باشند: عشایر استپی (مانند کومایی‌ها)، شکارچیان تاگا (چاوشی)، پرورش دهندگان آهو (ننت) و ماهیگیران (تاتارها).

## پیوندها
- تحقیقات ژنتیکی در کوماندین‌ها

## یادداشت
1. ↑  Potapov (1969), p.  21
2. ↑  Pritsak O. , "Stammesnamen und Titulaturen der altaischen Volker. Ural-Altaische JahrMcher", Bd. 24, 1952, Sect. 1–2, pp. 49–104
3. ↑  Potapov (1969), p.  58
4. ↑  Potapov (1969), pp.  47, 62, 54, 60